# Patriarhul Maxim al Bulgariei
Patriarhul Maxim al Bulgariei (în bulgară Максим), născut Marin Naidenov Minkov (transcris și Marin Naydenov Minkov, în bulgară Марин Найденов Минков, (n. 29 octombrie 1914 în Oreșak lângă Troian; d. 6 noiembrie 2012, Sofia) a fost un teolog ortodox bulgar, monah, episcop, fost mitropolit al eparhiei din Loveci, mitropolit al Sofiei și patriarh al Bisericii Ortodoxe Bulgare (4 iulie 1971 - 6 noiembrie 2012).

## Viața și activitatea
La 12 ani a fost trimis de părinți la mănastirea din Troian în care a viețuit trei ani. Din 1929 până 1935 a urmat cursurile Academiei duhovnicești din Sofia. Din 1938 a studiat teologia ortodoxă la Universitatea din Sofia. În 1941 a intrat în monahism și a primit numele de Maxim. În 1944 a fost hirotonit ieromonah și în 1947 a devenit arhimandrit. Întree 1950 și 1955 a reprezentat Biserica Ortodoxă Bulgară la Patriarhia Moscovei. Între 1955 și 1960 a fost secretar al Sfântului Sinod al Bisericii Ortodoxe  Bulgare.
În decembrie 1956 a fost hirotonit episcop cu titlul de „Branițki“. iar patru ani mai mai târziu este numit mitropolit al Loveci-ului. După moartea patriarhului Chiril al Bulgariei în 1971, a fost ales ca mitropolit al Sofiei și patriarh al Bulgariei.